# Physical (Alcazar)
Physical è un singolo del gruppo musicale eurodance svedese Alcazar, pubblicato il 18 ottobre 2004 dall'etichetta discografica BMG.
La canzone che ha dato il titolo al singolo è accreditata a Jimmy Helms, George Chandler, Jonas von der Burg, Anoo Bhagavan, Liam Henshall, Niclas von der Burg, James Chambers ed è stata prodotta da Jonas von der Burg.
La canzone contiene un campionamento del noto brano I've Been Thinking About You dei Londonbeat e ha contribuito, con il suo successo in alcuni stati europei, a sostenere le vendite del secondo album di inediti del gruppo, Alcazarized, e della raccolta di remix Dancefloor Deluxe.

## Tracce
CD-Maxi (RCA 82876651312 (BMG) / EAN 0828766513127)
1. Physical (Original Version) - 3:30
2. Physical (SoundFactory Club Anthem) - 9:10
3. Physical (Extended Original) - 5:30
4. Physical (SoundFactory Glamour Dub) - 10:12
5. Physical (Mark Jason's Dancefloor Conqueror UK Remix) - 5:38

## Classifiche
| Classifica (2004) | Posizione raggiunta |
| ----------------- | ------------------- |
| Finlandia         | 3                   |
| Germania          | 59                  |
| Austria           | 64                  |
| Svizzera          | 91                  |